# Lux (Côte-d'Or)
Lux é uma comuna francesa na região administrativa da Borgonha-Franco-Condado, no departamento de Côte-d'Or. Estende-se por uma área de 23,1 km². Em 2010 a comuna tinha 528 habitantes (densidade: 22,9 hab./km²).